# Сорокино (Курганская область)
Сорокино — деревня в Куртамышском районе Курганской области России. В рамках организации местного самоуправления входит в муниципальное образование Куртамышский муниципальный округ (с 2005 до 2021 гг. — муниципальный район).

## География
Деревня находится в южной части области, в пределах юго-западной части Западно-Сибирской равнины, в лесостепной зоне, на берегах реки Куртамыш, на расстоянии примерно 13 километров (по прямой) к северо-западу от города Куртамыша, административного центра района. Абсолютная высота — 134 метра над уровнем моря.

### Климат
Климат характеризуется как континентальный, с холодной продолжительной малоснежной зимой и тёплым сухим летом. Среднегодовая температура — −1 °C. Средняя температура воздуха самого холодного месяца (января) составляет −17,7 °C (абсолютный минимум — −49 °С); самого тёплого месяца (июля) — 19 °C (абсолютный максимум — 41 °С). Безморозный период длится 113 дней. Годовое количество атмосферных осадков — 344 мм, из которых 190—230 мм выпадает в вегетационный период. Продолжительность периода с устойчивым снежным покровом равна 161 дню.

## История
До 1917 года входила в состав Долговской волости Челябинского уезда Оренбургской губернии. По данным на 1926 год состояла из 149 хозяйств. В административном отношении входила в состав Жуковского сельсовета Долговского района Челябинского округа Уральской области.
До 24 мая 2021 года, согласно Закону Курганской области от 12 мая 2021 года № 48, входила в состав Жуковского сельсовета, упразднённый в связи с преобразованием муниципального района в муниципальный округ.

## Население
| 1989 | 2002 | 2010 |
| ---- | ---- | ---- |
| 222  | ↘174 | ↘111 |

По данным переписи 1926 года в деревне проживало 676 человек (296 мужчин и 380 женщин), в том числе: русские составляли 100 % населения.

### Гендерный состав
По данным Всероссийской переписи населения 2010 года в гендерной структуре населения мужчины составляли 41,4 %, женщины — соответственно 58,6 %.

### Национальный состав
Согласно результатам Всероссийской переписи населения 2002 года, в национальной структуре населения русские составляли 97 %.

## Инфраструктура
Личное подсобное хозяйство.

## Транспорт
Деревня доступна автотранспортом.